# Puerto Madryn
Puerto Madryn (španska izgovarjava: [ˈpweɾto ˈmaðɾin]) je mesto v provinci Chubut v argentinski Patagoniji. Je glavno mesto departmaja Biedma in po zadnjem popisu prebivalstva leta 2010 šteje približno 93.995 prebivalcev.
Puerto Madryn je zaščiten z zalivom Golfo Nuevo, ki ga tvorita polotok Valdés in rt Punta Ninfas. Je pomembno turistično središče za obiskovanje naravne znamenitosti polotoka Valdés in obale.
Nov nakupovalni center v središču mesta je turizmu bistveno pomagal, zato je Puerto Madryn privlačnejši kraj za mednarodne in domače turiste, ki obiskujejo Patagonijo. Pobrateno je z Nefynom, mestecem na polotoku Llŷn v Severnem Walesu, ki je rezultat trajne povezave z valižansko kulturo od valižanske naselbine Y Wladfa v Argentini. Prvo turnejo z dvema preizkušnjama v Argentino, ki jo je reprezentanca Walesa odigrala leta 2006 v Puerto Madrynu, je Argentina z 27-25 zmagala. Puerto Madryn je dom dveh nogometnih klubov; Club Social y Atlético Guillermo Brown, ki igrata v Nacional B in Deportivo Madryn, ki trenutno igrata v Torneu Argentino B.
Košarkarska ekipa Deportivo Puerto Madryn igra v Liga Nacional de Básquetbol (LNB). Njihova domača arena je znana kot Deportivo Puerto Madryn Arena.
Letališče El Tehuelche se nahaja 10 km severozahodno od središča mesta. Na voljo so komercialni leti iz Buenos Airesa, Ushuaie in drugih argentinskih mest. Večina turistov leti na letališče Trelew, saj so leti v Puerto Madryn zaradi okoljskih težav omejeni.

## Geografija
Mesto leži ob vznožju patagonske mesete - planote, ki se v Golfo Nuevo spušča do morja v obliki naravnega amfiteatra. Severno od Zaliva je polotok Valdés, svetovno znan naravni rezervat (od leta 1999 na Unescovem seznamu svetovne dediščine) in kot Humedales de Península Valdés’’ zaščiten tudi z Ramsarsko konvencijo, kjer je živalski svet obale do danes v veliki meri nedotaknjen (Patagonski morski lev, kiti, pingvini, tjulnji, različne vrste ptic ). Rastlinstvo je na celotnem območju redko in zanj je značilna Monte, stepska grmovna pokrajina.
Podnebje je zmerno in suho. Zanj so značilni predvsem močni vetrovi pampero, ki pihajo z jugozahoda. Poletje je toplo s povprečno januarsko temperaturo 21 ° C (dnevne skrajnosti 27 / 16 ° C), zime pa se ohladijo z 8 ° C julija (dnevne skrajnosti 13 / 3 ° C). Sonce je dolgo vse leto, zato je mesto primerno za obmorsko letovišče; Poleg tega so temperature vode poleti višje kot v obalnih mestih province Buenos Aires severneje zaradi toplega Brazilskega toka.

## Zgodovina
Januarja 1779 je odprava, ki ji je poveljeval Juan de la Piedra, odkrila zaliv San José in pristala na sedanji plaži Villarino.
Sir Love Jones-Parry, baron iz Madryna, je bil eden od petih vplivnih mož, ki so bili imenovani za skrbnike Društva za izseljevanje v Liverpoolu, z mislijo, da bodo delovali kot vez med Društvom in argentinsko vlado za ustanovitev valižanske kolonije. Leta 1862 sta bila Love Jones-Parry in Lewis Jones nominirana za potovanje v Argentino v imenu Društva za izseljevanje, da bi se pogajala z argentinskim ministrom za notranje zadeve Guillermom Rawsonom in pregledala možna lokacije za valižansko naselje. Diplomatske izkušnje Love Jones-Parryja naj bi bile med pogovori koristne. Za pot je prispeval tudi 500 funtov.
Po sklenitvi sporazuma z argentinsko vlado sta Love Jones-Parry in Lewis Jones iz majhne ladje z imenom Candelaria iz Buenos Airesa odplula na raziskovalno potovanje po deželah Patagonije, ko ga je nevihta prenesla v zaliv, pozneje znan kot Golfo Nuevo. 7. februarja 1863 se še danes spominjamo kot trenutka, ko je baron Madrynski stopil na obale, kjer stoji sedanje mesto Puerto Madryn, imenovano njemu v čast.
Začetek kasnejšega mesta se je zgodil 28. julija 1865, ko je na obale na jadrnici Mimosa prispel prvi kontingent 150 Valižanov. Naseljenci tam niso mogli ostati, ker niso imeli pitne vode. Iskali so boljše pogoje proti reki Chubut. Naselje je zraslo šele v 1880-ih kot rezultat prihoda železnice, ki ga je povezovala s Trelewom. V zgodnjih 1880-ih je argentinska vlada zahtevala gradnjo skladišč v pristanišču.
Leta 1886 se je začela graditi železnica Ferrocarril Central del Chubut, ki je leta 1888 zaključila gradnjo, ki je povezovala Puerto Madryn z mestom Trelew in v katero posega delo večinoma valižanskih, španskih in italijanskih priseljencev. Postaja Puerto Madryn je bila zelo pomembna in je imela več objektov, kot so velike lope, skladišča, obvozi in železniške delavnice.
Rast mesta je povzročil razvoj železniške in pristaniške dejavnosti, ki je podpirala storitveni sektor, kot so skladišča in trgovine. Proga je imela glavno vlogo v tem mestu in od nacionalizacije je tu imela sedež tudi nacionalna družba Ferrocarriles Patagónicos. Že leta 1888 je Luis Jorge Fontana notranjega ministra opozoril na potrebo po rezervaciji zemljišč v Puerto Madrynu glede na prihodnji pomen, ki ga bo železnica pridobila. Predlagal je, da se sprejmejo previdnostni ukrepi, da se »podjetju prepreči, da bi zaseglo in monopoliziralo zemljišče ob pristanišču« in da se mu dodelijo le »potrebne parcele za postaje, delavnice, skladišča itd.«; v nasprotnem primeru bo »vlada kasneje prisiljena razlastiti ta zemljišča« za veliko višjo vrednost, »da bi v njih začrtala mesto, ki bi se nedvomno moralo na tem mestu pojaviti«. Prva urbana postavitev Puerto Madryn, ki je naročila gradnjo mesta, je bila izvedena okoli leta 1906
Do leta 1961 je bila železnica trajno ukinjena. Vendar so se spremembe nadaljevale tudi v 1970-ih: ko so bile carinske oprostitve odpravljene, so pomorska podjetja, ki so delovala v pristanišču, izginila. Tako se je pojavil turizem kot vir dohodka za območje, ki do zdaj ni bilo upoštevano v tradicionalnih turističnih krogih. V tem času so se ustanovile tudi nove industrije, na primer tovarna aluminija Aluar.
Te spremembe so privedle do stabilne rasti prebivalstva in večjega izvajanja storitev v regiji.

## Izobraževanje
V mestu je podružnica Universidad Nacional de la Patagonia, ki ponuja specifične tečaje, kot so morska biologija in ribiški inženiring. Tu je tudi izobraževalni inštitut CENPAT, kjer potekajo kongresi in drugi dogodki.

## Gospodarstvo
Trije glavni stebri gospodarstva tega mesta so: industrijski park (težka in lahka industrija, vključno s proizvodnjo aluminija), ribiška dejavnost in turizem.

### Proizvodnja aluminija
Leta 1970 je bilo v mestu ustanovljeno podjetje ALUAR (Aluminio Argentino) (Merval: ALUA), saj je lokacija mesta favorizirala izvoz in uvoz po morju. Podjetje zaposluje več kot 1700 ljudi in je edini primarni proizvajalec aluminija v državi in največji v Južni Ameriki. Oskrbuje celoten domači trg in izvozi 80 % svoje proizvodnje. Njene dejavnosti segajo od pridobivanja aluminija v tekočem stanju do izdelave izdelkov za pripravo vode, zdravil, gradbeništva, električne energije itd. V Puerto Madrynu ima obrat za proizvodnjo primarnega aluminija in dva obrata za polizdelke. Leta 2008 je Aluar zaključil zadnjo širitev svoje tovarne aluminija, kar mu je omogočilo znatno povečanje inštalirane zmogljivosti. Trenutna mednarodna kriza in posledičen padec prodaje v tujini sta ustavila načrte za drugo širitev, ki je že potekala.
Namestitev jeklarne v Puerto Madrynu je v fazi ocenjevanja. Skupina Beltrame, italijanskega izvora, je v poglobljenih pogovorih z vlado Chubuta za postavitev obrata v tem mestu. Med državljani Madryna obstaja zaskrbljenost glede previdnosti, ki bi jo bilo treba preučiti pri analizi vplivov na okolje za tovrstno podjetje, še bolj, če upoštevamo, da se je Puerto Madryn uspel postaviti kot destinacija za ekološki turizem.

### Muelles
V mestu lahko vidite dva pomola – muelles – , zgodovinski Luis Piedrabuena in Almirante Storni. Ti doki so odgovorni za pomorski prevoz, tako potnikov kot tovora.

### Turizem
Pozimi se med drugim ogleduje južnomorske kite (eubalaena australis), delfine, maldivsko kratkogobčno pliskavko (cephalorhynchus commersonii), pingvine, južnomorske slone (Mirounga leonina) in ptice.
V poletni sezoni je na plažah velika gneča, kjer se poleg sončenja in vode med drugim izvajajo navtični športi, kot so kajak, čolnarjenje, jadranje na deski, kajtanje in motociklizem.
Zaliva San José in Nuevo obiskujejo predvsem zaradi "podvodnih krstov". Puerto Madryn se imenuje "Nacionalna prestolnica potapljanja". Ima kristalno in mirno vodo, kar omogoča prodiranje svetlobe do 70 m globine.
Križarjenja po jugu Argentine in celo Čila potekajo preko pomola Luis Piedrabuena. Mesto ima tudi avtobusni terminal, ki sprejema kopenski prevoz na dolge razdalje, ki povezuje Puerto Madryn z ostalo Argentino in letališčem El Tehuelche, ki ima več tedenskih povezav iz različnih argentinskih mest.
Mesto Puerto Madryn ima več nastanitev in hotelov vseh kategorij in z najrazličnejšimi storitvami, tako kot destinacija za sprostitev kot za poslovne kongrese. V mestu je več kot 75 hotelov s 5 zvezdicami navzdol, kar poudarja hotel Rayentray Puerto Madryn.
Glavni zanimivi kraji v mestu so Mestni muzej umetnosti, Pokrajinski muzej človeka in morja, Ecocentro in Muzej pristanka. Obstaja tudi nakupovalni center Portal de Madryn.

#### Živalstvo
Puerto Madryn med junijem in decembrom obišče južnomorski kit, ki se vsako leto vrne na območje, da se pari in razmnožuje, poleg kormoranov, galebov Larus dominicanus in patagonski morski lev.
Z osrednjega pristanišča Comandante Luis Piedrabuena se lahko s prostim očesom vidi delfine tipa maldivska kratkogobčna pliskavka (Cephalorhynchus commersonii), morske leve in celo južnomorskega kita.
V bližini mesta si lahko ogleda tudi gvanake, nanduje (Rhea pennata), neizmerno raznolikost ptic, ki živijo v bližini obale, patagonske zajce, ki jih med drugim imenujejo tudi patagonska mara (Dolichotis patagonum) in ptico iz reda kur (Eudromia elegans – elegantno grebenati tinamu).

## Galerija
- Pogled na Puerto Madryn iz zaliva z južnim desnim kitom
- Obala pred Puerto Madryn.
- Populacija pingvinov blizu obale.
- Zastava Argentine v Puerto Madrynu.
- Turistični katamaran, posvečen opazovanju morja.

## Pobratena mesta
- Čile Puerto Montt, Čile[5]
- Italija Paula, Italija
- Wales Nefyn, Wales, Združeno kraljestvo
- Peru Pisco, Peru
- Mehika Ciudad del Carmen, Mehika